# チカメエチオピア
チカメエチオピア（学名：Eumegistus illustris）はシマガツオ科に属する魚類の一種。

## 分布
駿河湾、沖縄島、九州及びパラオ海嶺、ハワイ諸島に分布する。

## 特徴
体長60cm、体色は光沢のある鈍銀。ヒレジロマンザイウオに似るが、背鰭・臀鰭軟条の前方はヒレジロマンザイウオほど伸びない。
背鰭は33-35軟条、臀鰭は24軟条。
シマガツオ科の多くの種は、外洋の水深200m以浅の表層域に群で生息する。それに対し本種は水深275-620mに生息しており、最も深い生息域になる。